# موسوعة تاريخ العلوم العربية
موسوعة تاريخ العلوم العربية هي موسوعة من ثلاثة مجلدات تغطّي تاريخ مساهمات العربية للعلوم، الرياضيات والتكنولوجيا والتي كان لها تأثير ملحوظ على العصور الوسطى في أوروبا. كتبه خبراء معترف بهم دوليًا في هذا المجال وقام بتحريره رشدي راشد بالتعاون مع ريجيس موريلون.
يغطي المجلد الأول «علم الفلك - النظري والتطبيقي». ويغطي المجلد الثاني «الرياضيات والعلوم الفيزيائية». ويغطي المجلد الثالث «التكنولوجيا والكيمياء وعلوم الحياة».

## الطبعات
- الطبعة الفرنسية: " fr: Histoire des sciences arabes "، 3 vol. Le Seuil، Paris، 1997، (ردمك 2-02-030355-8).
- طبعة عربية: «موسوعة تاريخ العلوم العربية»، المجلد الثالث، مركز دراسات الوحدة العربية، بيروت، 1997، (ردمك 9953-450-73-0)، 978-9953-450-73-5.[2]

## المساهمون
قائمة جزئية بالمساهمين تشمل:
المجلد 1
- ر. موريلون وجورج صليبا (علم الفلك العربي)
- ديفيد أ. كينغ (علم الفلك في المجتمع الإسلامي)
- إدوارد ستيوارت كينيدي (الجغرافيا الرياضية)
- ج. فيرنت، ج. سامسو (العلوم العربية في الأندلس)
- ه. كروست كرانج (علوم البحار العربية)

المجلد 2
- سايدان (الترقيم والحساب)
- بوريس أ. روزنفيلد، يوشكيفيتش (علم الهندسة)
- ج. شابرييه، م. روزهانزكايا (الموسيقى واحصائيات)
- م. ديبارنوت (علم المثلثات والجبر)
- رشدي راشد (البصريات الهندسية)
- راسيل (البصريات الفسيولوجية)

المجلد 3
- دونالد روتلدج هيل (الهندسة)
- أ. ميكل (جغرافيا)
- توفيق فهد (علم النبات والزراعة)
- أناواتي (الخيمياء العربية)
- ي. سافاج سميث (الطب)
- ف. ميتشاو (المؤسسات العلمية في الشرق الأدنى في العصور الوسطى)
- جوليفيت (تصنيفات العلوم)
- مهدي (التأريخ)
- برنارد غولدشتاين (تراث العلوم العربية بالعبرية)
- ه. هوغونارد روشا، أ. ألارد، د. ليندبيرغ، ر. هاليوكس د. جاكوارت (الاستقبال الغربي لمختلف العلوم العربية)

## روابط خارجية
- المجلد 1 في مكتبة Questia عبر الإنترنت
- المجلد 2 في مكتبة Questia عبر الإنترنت
- Rashed، Roshdi؛ Morelon، Régis (1996). Encyclopedia of the History of Arabic Science: Asronomy-Theoretical and applied, v.2 Mathematics and the physical sciences; v.3 Technology, alchemy and life sciences. Routledge. ISBN:9780415020633. مؤرشف من الأصل في 2020-07-12.  Rashed، Roshdi؛ Morelon، Régis (1996). Encyclopedia of the History of Arabic Science: Asronomy-Theoretical and applied, v.2 Mathematics and the physical sciences; v.3 Technology, alchemy and life sciences. Routledge. ISBN:9780415020633. مؤرشف من الأصل في 2020-07-12.  Rashed، Roshdi؛ Morelon، Régis (1996). Encyclopedia of the History of Arabic Science: Asronomy-Theoretical and applied, v.2 Mathematics and the physical sciences; v.3 Technology, alchemy and life sciences. Routledge. ISBN:9780415020633. مؤرشف من الأصل في 2020-07-12.